# Jessica Springsteen
Jessica Rae Springsteen (Los Angeles, 30 december 1991) is een Amerikaanse springruiter. Ze is de dochter van muzikanten Bruce Springsteen en Patti Scialfa. Springsteen begon op vierjarige leeftijd met paardrijden, en op zesjarige leeftijd kreeg ze haar eerste pony.
In 2012 was Springsteen reserve voor de Olympische Zomerspelen in Londen. Dat jaar kocht ze Vindicat W, het paard van Peter Charles dat goud won op de Olympische spelen van 2012.
In 2014 won ze de American Gold Cup.
In juli 2021 won ze met Hungry Heart in Valkenswaard.
In augustus 2021 nam ze namens de Verenigde Staten deel aan de Olympische Zomerspelen 2020 in Tokio. In de kwalificaties wist ze zich met haar Belgische paard Don Juan van de Donkhoeve niet te plaatsen voor de individuele finale, maar bij de landenwedstrijd won ze een zilveren medaille. In de kwalificaties had ze vier strafpunten en met in totaal 13 strafpunten plaatsten de VS zich als vijfde. In de finale had Springsteen wederom vier strafpunten en met een totaal van acht deelden de VS de eerste plaats met Zweden. In de barrage bleven alle ruiters foutloos, maar was Zweden ruim een seconde sneller.
- MusicBrainz: 2bae4331-2b74-473b-9b07-c156d2b475a8